# Третий кабинет Матеуша Моравецкого
Третий кабинет Матеуша Моравецкого — состав коалиционного правительства Польши под председательством Матеуша Моравецкого («Право и справедливость»), приведённый к присяге 27 ноября 2023 года. Сформирован коалицией «Объединённые правые».
11 декабря Сейм Польши проголосовал против вотума доверия правительству Матеуша Моравецкого. За вотум доверия проголосовали 190 депутатов, против — 266. Кандидатом на должность главы правительства оппозиция выдвинула Дональда Туска.

## Предыстория
По результатам парламентских выборов 2023 года правящая на тот момент коалиция «Объединённые правые» получила парламентское меньшинство, обладая при этом самой большой фракцией в Сейме из 191 депутата.
24 и 25 октября президент Анджей Дуда провел консультации с лидерами партий, получивших представительство в новоизбранном Сейме. Как «Объединённые правые», так и оппозиция уведомили главу государства, что располагают парламентским большинством (231 депутат) для получения вотума доверия. Основными кандидатами на должность главы нового правительства были Матеуш Моравецкий от «Объединённых правых» и Дональд Туск от «Гражданской коалиции», «Левых», Польской коалиции и «Польши 2050».
6 ноября в своём обращении Анджей Дуда назначил кандидатом на должность премьер-министра Матеуша Моравецкого. Решение президента было раскритиковано представителями оппозиции, так как «Объединённые правые» не располагали большинством в новоизбранном Национальном собрании.
27 ноября в Президентском дворце состоялась инаугурация членов третьего кабинета Моравецкого, который в польской прессе окрестили «двухнедельным правительством» (две недели — срок до голосования о вотуме доверия).

## Состав
| Должность                                   | Имя                            | Имя                          | Начало полномочий | Конец полномочий | Партия                   |
| ------------------------------------------- | ------------------------------ | ---------------------------- | ----------------- | ---------------- | ------------------------ |
| Председатель Совета министров               |                                | Матеуш Моравецкий            | 11 декабря 2017   | 11 декабря 2023  | «Право и справедливость» |
| Министр-член Совета министров               |                                | Изабела Антос                | 27 ноября 2023    | 13 декабря 2023  | беспартийная             |
| Министр национальной обороны                |                                | Мариуш Блащак                | 9 января 2018     | 13 декабря 2023  | «Право и справедливость» |
| Министр семьи и социальной политики         |                                | Дорота Боемская              | 27 ноября 2023    | 13 декабря 2023  | беспартийная             |
| Министр культуры и национального наследия   |                                | Доминика Хоросиньская        | 27 ноября 2023    | 13 декабря 2023  | «Право и справедливость» |
| Министр спорта и туризма                    |                                | Данута Дмовская-Анджеюк      | 27 ноября 2023    | 13 декабря 2023  | беспартийная             |
| Министр инфраструктуры                      | Алвин Гаядур                   | 27 ноября 2023               | 13 декабря 2023   | беспартийный     |                          |
| Министр сельского хозяйства и развития села |                                | Анна Гембицкая               | 27 ноября 2023    | 13 декабря 2023  | «Право и справедливость» |
| Министр фондов и региональной политики      |                                | Малгожата Яросиньская-Едынак | 27 ноября 2023    | 13 декабря 2023  | беспартийная             |
| Министр финансов                            |                                | Анджей Коштовняк             | 27 ноября 2023    | 13 декабря 2023  | «Право и справедливость» |
| Министр здравоохранения                     |                                | Ева Краевская                | 27 ноября 2023    | 13 декабря 2023  | беспартийная             |
| Министр климата и окружающей среды          | Анна Лукашевская-Третьяковская | 27 ноября 2023               | 13 декабря 2023   |                  | беспартийная             |
| Министр развития и технологий               |                                | Марлена Малонг               | 27 ноября 2023    | 13 декабря 2023  | «Право и справедливость» |
| Министр государственных активов             |                                | Мажена Малек                 | 27 ноября 2023    | 13 декабря 2023  | беспартийная             |
| Министр-член Совета министров               |                                | Яцек Оздоба                  | 27 ноября 2023    | 13 декабря 2023  | «Суверенная Польша»      |
| Министр образования и науки                 |                                | Кшиштоф Щуцкий               | 27 ноября 2023    | 13 декабря 2023  | «Право и справедливость» |
| Министр внутренних дел и администрации      | Павел Шефернакер               | 27 ноября 2023               | 13 декабря 2023   |                  | «Право и справедливость» |
| Министр иностранных дел                     | Шимон Шинковский вель Сенк     | 27 ноября 2023               | 13 декабря 2023   |                  | «Право и справедливость» |
| Министр юстиции и Генеральный прокурор      |                                | Мартин Вархол                | 27 ноября 2023    | 13 декабря 2023  | «Суверенная Польша»      |